# Yog-Sothoth
Yog-Sothoth ("La Llave y la Puerta", "El Todo-En-Uno", "El Oculto", "El Abridor del Camino", "El color que surgió del espacio" ) es un personaje de ficción en los Mitos de Cthulhu. El ser fue creado por Howard Phillips Lovecraft y apareció por primera vez en su novela El caso de Charles Dexter Ward (escrita en 1927 y publicada por primera vez en 1941). Se dice que el ser toma la forma de una agrupación de burbujas brillantes.
Yog-Sothoth es un dios exterior que será encargado de traer de vuelta a los primordiales. "Yog Sothoth sabe cuál es la entrada. Yog-Sothoth es la entrada. Yog-Sothoth es la llave y también el guardián de la entrada. Pasado, presente y futuro son una sola cosa en Yog-Sothoth" (desde El horror de Dunwich).

## Sumario de los Mitos
La imaginación atrajo la impactante forma del fabuloso Yog-Sothoth — Solo un conglomerado de globos iridiscentes, pero estupendo en su maligna sugestividad.

—H. P. Lovecraft, "Horror en el Museo"

Yog-Sothoth es uno de los Dioses Exteriores y está conectado con todo el tiempo y espacio, aunque está supuestamente atrapado fuera del universo que habitamos.
Yog-Sothoth lo sabe todo y lo ve todo. "Complacer" a esta deidad puede acarrear conocimiento de multitud de cosas. Sin embargo, como muchos seres en los Mitos, ver o aprender demasiado de él trae desastres, a menudo consecuencias fatales. Algunos autores opinan que para ganar su favor se requiere un sacrificio humano o la servidumbre eterna al dios.
El ensayo In Rerum Supernatura en el juego de rol La llamada de Cthulhu sugiere que Yog-Sothoth puede ser una burda transliteración de la frase árabe "يجيء الشذاذ " (yaŷī’ aš-šudhdhādh), que significa "Vienen los extraños".

## Influencias
- Stephen King, en su antología de cuentos "El umbral de la noche" (1976), menciona en la historia Los misterios del gusano a Yog-Sothoth como una especie de dios espacial que está detrás de los extraños sucesos de un pueblo abandonado. Además, en su novela "La tienda de los deseos malignos", está escrita la frase "Yog-Sothot manda" en el costado de un almacén.

- En la historia de Conan el Bárbaro "El valle del otro lado de las estrellas" aparecida en The Savage Sword of Conan Vol. 1 #152. (Edición americana en el n.º 88 de la edición española) Yog Sothoth es convocado por la Reina Sullimma y la bruja Phrephus.

- Existe un juego de cartas intercambiables con dinámica de rol llamada "Mythos" (ya no se emiten más expansiones del juego, y está descatalogado) en que se incluyen todos los personajes inventados por Lovecraft en sus libros, obviamente, incluyendo a Yog-Sothoth.

- En la canción "The calling-Lords of the black path" del grupo After Death se menciona a Yog Sothoth junto con otros dioses.

- En la canción "Morbid Tales" del grupo Celtic Frost se menciona a Yog Sothoth.

- En el videojuego World of Warcraft, un Dios Antiguo se llama Yogg-Saron sin duda un guiño a esta criatura.

- En la serie de videojuegos Legacy of Kain, el dios Antiguo que vela sobre el equilibrio de Nosgoth parece una combinación de Yog Sothoth y Cthulu

- En la canción "Dunwich Animal Child" del grupo chileno Dorso (grupo musical) se menciona a Yog Sothoth.

- En la canción "Al Azif" de Opera IX se menciona a Yog-Sothoth.

- La última canción en el álbum Legions of Beelzebub (2006) del grupo de argentino de black metal Lobotomy (L6b6t6my) se llama "Yog-Sothoth (la puerta hacia la tormenta)".

- En el videojuego Disgaea 4, el tercer ataque de Desco, hace alusión a Yog-Sothoth.

- Hermaeus Mora de la saga de Videojuegos The Elder Scrolls comparte muchas similitudes con Yog-Sothoth.

- En el videojuego de simulación de baile PUMP IT UP PRIME aparece una canción nombrada Yog-Sothoth interpretada por NATO.

- Aparece en el cómic de Alan Moore: "Reconocimiento". En "Alan Moore. Relatos de Yuggoth y otras historias. 2013, Barcelona: Editores de tebeos.

- En el episodio 6 de la temporada 1 de Las sombrías aventuras de Billy y Mandy, Billy trata de invocar al monstruo llamándole "yog-cof-cof".

- Existe un juego de cartas de batallas de diferentes mitologías "Guerra de Mitos / Myth at Wars" en el que aparecen algunos de los principales personajes de Lovecraft.

- En el juego de peleas 2D "Nitroplus Blasterz Heroines Infinite Duel" se hace mención constante tanto del título de la obra original, su nombre y el papel que desempeña en el modo "Another Story".

- En el Juego Fate Grand Order, Abigail Williams representa a Yog-Sothoth.

- La banda Poison (German band), escribió una canción a nombre de él.
- Mariana Enríquez, en su antología "Las cosas que perdimos en el fuego" (2016) menciona en el cuento "Bajo el agua negra" una serie de grafitis de letras sin sentido ("YAINGNGAHYOGSOTHOTHHEELGEBFAITHRODOG") en las que se puede distinguir "Yog Sothoth" a partir de la décima letra.

- Aparece en la novela ligera de fantasía coreana escrita por Oh Hyun & Black Ajin: "Leveling With the Gods - 신과 함께 레벨업" Yog-Sothoth como Dios exterior, junto a otras Deidades de los mitos de Cthulhu.
- La Banda "The Mechanisms" en su album "The Bifrost Incident" menciona y hace cánticos a Yog-Sothoth en la canción "Red Signal"
- La banda de thrash metal "sepultura" se inspiró  en Yog-Sothoth para la portada de su album "Arise"

## Pies de página
1. ↑  Esta unión ocurrió debido a un encuentro (Véase El horror de Dunwich).
2. ↑  Petersen, Sandy and Willis, Lynn (1992). “In Rerum Supernatura”, La llamada de Cthulhu, 5th ed., Oakland, CA: Chaosium, pp. 189–92. ISBN 0-933635-86-9.